# Jan Bárta
Jan Bárta (Kyjov, Moràvia Meridional, 7 de desembre de 1984) és un ciclista txec, professional des del 2005. Actualment corre a l'equip Elkov-Kasper. És especialista en les proves contrarellotge.
En el seu palmarès destaca la victòria a la general de la Setmana Internacional de Coppi i Bartali del 2012.

## Palmarès
- 2003
  -  Campió de la República Txeca en ruta sub-23
- 2009
  - Vencedor d'una etapa de la Volta a Àustria
- 2012
  -  Campió de Txèquia de CRI
  - 1r a la Setmana Internacional de Coppi i Bartali i vencedor d'una etapa
  - 1r a la Volta a Colònia
- 2013
  -  Campió de Txèquia en ruta
  -  Campió de Txèquia de CRI
  - 1r a la Szlakiem Grodów Piastowskich i vencedor d'una etapa
- 2014
  -  Campió de Txèquia de CRI
- 2015
  -  Campió de Txèquia de CRI
- 2017
  -  Campió de Txèquia de CRI
- 2019
  -  Campió de Txèquia de CRI
  - 1r al Tour de Loir-et-Cher
  - Vencedor d'una etapa a la Volta a Hongria
- 2021
  - 1r a la Cursa de Solidarność i els Atletes Olímpics i vencedor d'una etapa

### Resultats al Giro d'Itàlia
- 2012. 65è de la classificació general
- 2017. 127è de la classificació general

### Resultats a la Volta a Espanya
- 2013. 96è de la classificació general

### Resultats al Tour de França
- 2014. 71è de la classificació general
- 2015. 25è de la classificació general
- 2016. 88è de la classificació general